# All Mod Cons
All Mod Cons é o terceiro álbum de estúdio do grupo The Jam, foi lançado em 1978. Pode ser visto como um marco no movimento mod revival, uma re-leitura do mod dos anos 60 no Reino Unido, do qual o The Jam foi um dos maiores expoentes.
All Mod Cons, é um álbum que marca um grande salto na maturidade nas composições do grupo. Paul Weller, autor de todas as letras, empregou um estilo de narrativa de histórias com personagens e imagens vívidas da cultura britânica, como as utilizadas por Ray Davies (The Kinks), para fazer comentários sociais mais explícitos.

## Faixas
1. "All Mod Cons" – 1:20
2. "To Be Someone (Didn't We Have a Nice Time)" – 2:32
3. "Mr. Clean" – 3:29
4. "David Watts" (Ray Davies) – 2:56 (cover de "David Watts" do The Kinks)
5. "English Rose"* – 2:51
6. "In the Crowd" – 5:40
7. "Billy Hunt" – 3:01 (UK release)/"The Butterfly Collector" - 3:11 (Apenas na versão lançado nos EUA)
8. "It's Too Bad" – 2:39
9. "Fly" – 3:22
10. "The Place I Love" – 2:54
11. "'A' Bomb in Wardour Street" – 2:37
12. "Down in the Tube Station at Midnight" – 4:43

| Críticas profissionais                                                      | Críticas profissionais |
| Avaliações da crítica                                                       | Avaliações da crítica  |
| Fonte                                                                       | Avaliação              |
| --------------------------------------------------------------------------- | ---------------------- |
| allmusic                                                                    | [ 2 ]                  |
| Esta tabela precisa de ser acompanhada por texto em prosa. Consulte o guia. |                        |